# Aponema papillatum
Aponema papillatum is een rondwormensoort uit de familie van de Microlaimidae. De wetenschappelijke naam van de soort is voor het eerst geldig gepubliceerd in 1980 door Pastor.